# 2013–2014-es cseh labdarúgó-bajnokság (első osztály)
A 2013–14-es Gambrinus liga a 21. szezonja volt Csehország legmagasabb osztályú labdarúgó-bajnokságának. A szezon 2013. július 19-én kezdődött, és 2014. május 31-én ért véget. A Sparta Praha 2014. május 4-én nyerte meg 36. címét, miután a címvédő FC Viktoria Plzeň döntetlent játszott a Baumit Jablonec ellen. A szezont a maximális 90 pontból 79-et megszerezve fejezték be, megdöntve a cseh ligarekordot, megnyerték az összes hazai meccsüket, csak egy idegenbeli találkozón szenvedtek vereséget, és további négy meccsen értek el döntetlent. A Sigma Olomouc és a Znojmo kiestek, az utóbbi csapat az élvonalbeli debütálószezonját töltötte, míg az előbbi minden egyes szezonban a legmagasabb osztályban szerepelt.

## Csapatok
A Hradec Králové és a České Budějovice kiestek a 2013–14-es cseh 2. ligába, miután az utolsó és az utolsó előtti helyen végeztek a 2012–13-as szezonban. A Hradec Králové három, míg a České Budějovice hét szezon után tért vissza a második szintre.
A kieső csapatokat a 2012–13-as 2. Liga győztese, a Znojmo, és az ezüstérmes Bohemians 1905 pótolta. A Bohemians egyéves szünet után jutott fel az élvonalba. A Znojmo ezelőtt sosem játszott az élvonalban.

### Stadionok és városok
| Klub              | Város            | Stadion                                     | Befogadóképesség | 2012–13-as helyezés |
| ----------------- | ---------------- | ------------------------------------------- | ---------------- | ------------------- |
| Baník Ostrava     | Ostrava          | Bazaly                                      | 17,372           | 14.                 |
| Bohemians 1905    | Prága            | Ďolíček                                     | 7,500            | 2L, 2.              |
| Dukla Praha       | Prága            | Juliska Stadion                             | 4,560            | 6.                  |
| Baumit Jablonec   | Jablonec         | Stadion Střelnice                           | 6,280            | 4.                  |
| FK Mladá Boleslav | Mladá Boleslav   | Městský Stadion                             | 5,000            | 8.                  |
| 1. FK Příbram     | Příbram          | Na Litavce                                  | 9,100            | 11.                 |
| Sigma Olomouc     | Olomouc          | Andrův Stadion                              | 12,566           | 5.                  |
| Slavia Praha      | Prága            | Synot Tip Arena                             | 21,000           | 7.                  |
| 1. FC Slovácko    | Uherské Hradiště | Městský fotbalový stadion Miroslava Valenty | 8,121            | 9.                  |
| Slovan Liberec    | Liberec          | Stadion u Nisy                              | 9,900            | 3.                  |
| Sparta Praha      | Prága            | Generali Arena                              | 20,558           | 2.                  |
| FK Teplice        | Teplice          | Na Stínadlech                               | 18,221           | 12.                 |
| Viktoria Plzeň    | Plzeň            | Stadion města Plzně                         | 13,000           | 1.                  |
| Vysočina Jihlava  | Jihlava          | Stadion v Jiráskově ulici                   | 4,075            | 10.                 |
| Zbrojovka Brno    | Brno             | Městský stadion (Brno)                      | 12,550           | 13.                 |
| 1. SC Znojmo      | Znojmo           | Městský stadion (Brno) Jegyzet 1            | 12,550           | 2L, 1.              |

Jegyzetek:
1. A Městský stadion (Znojmo) nem felelt meg a szövetség kritériumainak, így a znojmói csapat a Brno stadionjában játszott.[5] A Znojmo a Dukla Praha elleni utolsó fordulós meccsét a Stadion v Jiráskově uliciban játszotta Jihlavában, mert a Brnónak ugyanakkor volt szintén hazai meccse.[6]

### Vezetők és felszerelésgyártók
| Csapat            | Menedzser         | Csapatkapitány       | Felszerelésgyártó | Mezszponzor               |
| ----------------- | ----------------- | -------------------- | ----------------- | ------------------------- |
| Baník Ostrava     | Tomáš Bernady     | Michal Frydrych      | Nike              | Vítkovice Machinery Group |
| Bohemians 1905    | Luděk Klusáček    | Josef Jindřišek      | adidas            | Remal                     |
| Dukla Prague      | Luboš Kozel       | Patrik Gedeon        | adidas            | Staeg                     |
| Baumit Jablonec   | Roman Skuhravý    | Luboš Loučka         | Umbro             | Baumit                    |
| FK Mladá Boleslav | Karel Jarolím     | David Jarolím        | Nike              | Škoda                     |
| Příbram           | Petr Čuhel        | Aleš Hruška          | adidas            | Startip                   |
| Sigma Olomouc     | Martin Kotůlek    | Aleš Škerle          | adidas            | Sigma Group               |
| Slavia Praha      | Alex Pastoor      | Fernando Maria Neves | Umbro             | Chance                    |
| Slovácko          | Svatopluk Habanec | Vít Valenta          | Kappa             | Z-GROUP Steel holding     |
| Slovan Liberec    | Jaroslav Šilhavý  | Radoslav Kováč       | Nike              |                           |
| Sparta Prague     | Vítězslav Lavička | David Lafata         | Nike              |                           |
| Teplice           | Zdeněk Ščasný     | Milan Matula         | Umbro             | AGC                       |
| Viktoria Plzeň    | Dušan Uhrin       | Pavel Horváth        | Puma              | Doosan Group              |
| Vysočina Jihlava  | Petr Rada         | Lukáš Vaculík        | Hummel            | PSJ                       |
| Zbrojovka Brno    | Václav Kotal      | Pavel Zavadil        | Umbro             | E-Motion                  |
| Znojmo            | Leoš Kalvoda      | Todor Yonov          | adidas            | Aventin                   |

### Menedzserváltások
| Csapat          | Távozó menedzser | Távozás oka                             | Távozás dátuma       | Helyezés | Érkező menedzser | Érkezés dátuma       |
| --------------- | ---------------- | --------------------------------------- | -------------------- | -------- | ---------------- | -------------------- |
| Zbrojovka Brno  | Ludevít Grmela   | Menesztették                            | 2013. szeptember 3.  | 15.      | Václav Kotal     | 2013. szeptember 3.  |
| SK Slavia Praha | Michal Petrouš   | Lemondott                               | 2013. szeptember 14. | 13.      | Miroslav Koubek  | 2013. szeptember 18. |
| Příbram         | František Straka | Menesztették                            | 2013. október 1.     | 12.      | Petr Čuhel       | 2013. október 7.     |
| Baník Ostrava   | Erich Cviertna   | Elhunyt                                 | 2013. október 5.     | 9.       | Tomáš Bernady    | 2013. október 10.    |
| Viktoria Plzeň  | Pavel Vrba       | A cseh labdarúgó-válogatott edzője lett | 2013. december 15.   | 2.       | ifj. Dušan Uhrin | 2013. december 17.   |
| Sigma Olomouc   | Martin Kotůlek   | Menesztették                            | 2013. december 18.   | 9.       | Zdeněk Psotka    | 2014. január         |
| Slavia Praha    | Miroslav Koubek  | Menesztették                            | 2014. március 3.     | 10.      | Alex Pastoor     | 2014. március 3.     |
| Bohemians 1905  | Jozef Weber      | Menesztették                            | 2014. március 10.    | 16.      | Luděk Klusáček   | 2014. március 10.    |
| Slovan Liberec  | Jaroslav Šilhavý | Közös megegyezés                        | 2014. április 16.    | 5.       | David Vavruška   | 2014. április 16.    |
| Sigma Olomouc   | Zdeněk Psotka    | Menesztették                            | 2014. április 28.    | 13.      | Ladislav Minář   | 2014. április 28.    |

## Tabella
A bajnokság első helyezettje a 2014–2015-ös Bajnokok Ligája – 2. selejtezőkörében, a 2. helyezett a 2014–2015-ös Európa-liga – 3. selejtezőkörében, a kupagyőztes és a harmadik helyezett pedig a 2014–2015-ös Európa-liga – 2. selejtezőkörében indulhatnak. Mivel a Sparta Praha nyerte a kupát is a szintén Európa Liga-induló Plzen ellen, a bajnoki negyedik helyezett, jelen esetben a Slovan Liberec indulhatott.
| #  | Csapat            | M  | Gy | D  | V  | Lg | Kg | Gk  | P   | Megjegyzés |
| -- | ----------------- | -- | -- | -- | -- | -- | -- | --- | --- | ---------- |
| 1  | Sparta Praha (B)  | 30 | 25 | 4  | 1  | 78 | 19 | +59 | 79  |            |
| 2  | Viktoria Plzeň    | 30 | 19 | 9  | 2  | 64 | 21 | +43 | 66  |            |
| 3  | FK Mladá Boleslav | 30 | 14 | 8  | 8  | 54 | 38 | +16 | 50  |            |
| 4  | Slovan Liberec    | 30 | 14 | 6  | 10 | 37 | 46 | −9  | 48  |            |
| 5  | Teplice           | 30 | 13 | 7  | 10 | 51 | 35 | +16 | 46  |            |
| 6  | Slovácko          | 30 | 11 | 7  | 12 | 43 | 40 | +3  | 40  |            |
| 7  | Dukla Praha       | 30 | 10 | 8  | 12 | 35 | 37 | −2  | 38  |            |
| 8  | Vysočina Jihlava  | 30 | 10 | 7  | 13 | 45 | 50 | −5  | 37  |            |
| 9  | Zbrojovka Brno    | 30 | 10 | 7  | 13 | 32 | 42 | −10 | 37  |            |
| 10 | Baník Ostrava     | 30 | 8  | 11 | 11 | 33 | 43 | −10 | 35  |            |
| 11 | Baumit Jablonec   | 30 | 9  | 7  | 14 | 43 | 53 | −10 | 34  |            |
| 12 | Příbram           | 30 | 9  | 7  | 14 | 34 | 49 | −15 | 34  |            |
| 13 | Slavia Prague     | 30 | 8  | 6  | 16 | 24 | 51 | −27 | 30} |            |
| 14 | Bohemians 1905    | 30 | 7  | 9  | 14 | 26 | 40 | −14 | 30  |            |
| 15 | Sigma Olomouc (K) | 30 | 7  | 8  | 15 | 42 | 60 | −18 | 29  |            |
| 16 | Znojmo (K)        | 30 | 6  | 9  | 15 | 32 | 49 | −17 | 27  |            |

Utolsó frissítés: 31 May 2014
Forrás: Gambrinus liga
Rendezési elv: 1. pontszám; 2. gólkülönbség; 3. lőtt gólok.
# = helyezés; M = játszott meccsek száma; Gy = győzelmek; D = döntetlenek; V = vereségek; Lg = lőtt gólok; Kg = kapott gólok; Gk = gólkülönbség; Pont = pontok; (B) = bajnok; (K) = kiesett; (F) = feljutott.

## Kereszttáblázat
| Hazai \ Vendég1   | OST | B05 | DUK | JAB | MLA | PŘI | SIG | SLA | SLO | LIB | SPA | TEP | VPL | JIH | ZBR | ZNO |
| Baník Ostrava     |     | 1–3 | 2–0 | 0–4 | 2–1 | 1–1 | 1–1 | 2–0 | 0–1 | 3–0 | 1–1 | 0–0 | 1–2 | 3–1 | 2–1 | 1–1 |
| Bohemians 1905    | 0–0 |     | 3–2 | 0–1 | 1–1 | 2–0 | 0–2 | 0–1 | 1–1 | 1–0 | 1–2 | 3–1 | 0–0 | 0–0 | 1–1 | 2–0 |
| Dukla Praha       | 1–0 | 1–1 |     | 1–1 | 1–1 | 1–1 | 4–0 | 0–1 | 1–1 | 0–1 | 1–3 | 3–1 | 0–3 | 0–3 | 2–1 | 1–1 |
| Baumit Jablonec   | 1–0 | 1–2 | 1–4 |     | 1–1 | 6–0 | 2–1 | 2–1 | 2–1 | 0–2 | 2–3 | 1–1 | 2–2 | 3–0 | 0–0 | 5–5 |
| FK Mladá Boleslav | 4–0 | 1–0 | 1–0 | 3–2 |     | 1–1 | 2–2 | 3–1 | 2–0 | 4–0 | 0–4 | 1–0 | 1–2 | 3–1 | 5–2 | 5–1 |
| Příbram           | 4–0 | 1–0 | 0–2 | 3–0 | 3–1 |     | 3–2 | 0–0 | 3–2 | 3–1 | 0–1 | 0–4 | 2–4 | 5–0 | 2–1 | 1–1 |
| Sigma Olomouc     | 2–3 | 2–1 | 1–2 | 0–1 | 1–1 | 0–0 |     | 5–1 | 2–2 | 1–2 | 1–1 | 2–2 | 1–2 | 4–3 | 2–0 | 2–0 |
| Slavia Praha      | 1–1 | 1–0 | 2–1 | 0–0 | 0–4 | 3–0 | 2–3 |     | 1–1 | 2–1 | 0–2 | 0–7 | 0–2 | 1–2 | 0–0 | 2–1 |
| Slovácko          | 2–2 | 1–0 | 0–1 | 1–0 | 0–2 | 1–1 | 3–1 | 3–0 |     | 4–2 | 0–1 | 0–2 | 1–3 | 2–1 | 5–0 | 2–0 |
| Slovan Liberec    | 3–2 | 1–0 | 0–1 | 3–0 | 2–2 | 1–0 | 1–1 | 2–1 | 2–1 |     | 1–1 | 2–1 | 1–1 | 1–0 | 1–0 | 0–0 |
| Sparta Praha      | 4–1 | 2–1 | 3–0 | 2–1 | 4–1 | 4–0 | 5–0 | 3–0 | 4–1 | 4–1 |     | 2–0 | 1–0 | 4–1 | 4–0 | 3–0 |
| Teplice           | 0–0 | 5–1 | 2–1 | 3–1 | 0–1 | 1–0 | 4–0 | 1–0 | 3–2 | 1–1 | 3–1 |     | 1–0 | 4–2 | 0–1 | 1–3 |
| Viktoria Plzeň    | 4–0 | 5–0 | 0–0 | 6–1 | 2–0 | 2–0 | 3–2 | 1–1 | 0–0 | 6–0 | 0–0 | 3–0 |     | 1–1 | 1–1 | 3–2 |
| Vysočina Jihlava  | 0–0 | 1–1 | 1–1 | 3–2 | 2–1 | 3–0 | 5–0 | 2–1 | 2–1 | 2–3 | 1–4 | 1–1 | 1–2 |     | 2–1 | 4–0 |
| Zbrojovka Brno    | 0–0 | 5–1 | 2–1 | 1–0 | 1–1 | 1–0 | 2–0 | 2–0 | 0–2 | 0–1 | 1–3 | 3–2 | 1–3 | 1–0 |     | 2–0 |
| Znojmo            | 0–4 | 0–0 | 0–2 | 4–0 | 2–0 | 3–0 | 2–1 | 0–1 | 1–2 | 4–1 | 0–2 | 0–0 | 0–1 | 0–0 | 1–1 |     |

Utolsó felvett mérkőzés dátuma: 2014. június 1. 
Forrás: gambrinusliga.cz 
1A hazai csapatok a bal oldali oszlopban szerepelnek.
Színek: Zöld = hazai győzelem; Sárga = döntetlen; Piros = vendéggyőzelem.
 

## Góllövőlista
| Helyezés | Játékos          | Klub             | Gólok száma |
| -------- | ---------------- | ---------------- | ----------- |
| 1        | Josef Hušbauer   | Sparta Praha     | 18          |
| 2        | David Lafata     | Sparta Praha     | 16          |
| 2        | Zbyněk Pospěch   | Dukla Praha      | 16          |
| 4        | Franci Litsingi  | Teplice          | 14          |
| 5        | Haris Harba      | Vysočina Jihlava | 13          |
| 6        | Jasmin Šćuk      | Mladá Boleslav   | 12          |
| 6        | Stanislav Tecl   | Viktoria Plzeň   | 12          |
| 8        | Aidin Mahmutović | Teplice          | 10          |
| 8        | Václav Vašíček   | Znojmo           | 10          |
| 8        | Milan Kerbr      | Slovácko         | 10          |

## Fordítás
- Ez a szócikk részben vagy egészben  a(z)   2013–14 Gambrinus liga című angol Wikipédia-szócikk fordításán alapul.  Az eredeti cikk szerkesztőit annak laptörténete sorolja fel. Ez a jelzés csupán a megfogalmazás eredetét és a szerzői jogokat jelzi, nem szolgál a cikkben szereplő információk forrásmegjelöléseként.

## Külső hivatkozások
- Hivatalos weboldal
- Gambrinus liga at uefa.com